# Qu ri ku duo
Qu ri ku duo (去日苦多), comercialitzada internacionalment com As Time Goes By és un documental de 1997 de la directora de Hong Kong Ann Hui amb Vincent Chui. La pel·lícula, que forma part de la sèrie "Personal Memoir of Hong Kong" produïda a Taiwan, és alhora un autoretrat i una representació de Hong Kong durant els 40 anys anteriors a l'entrega pel Regne Unit a la Xina.